# Phryno clathrata
Phryno clathrata är en tvåvingeart som först beskrevs av Maksymilian Nowicki 1875.  Phryno clathrata ingår i släktet Phryno och familjen parasitflugor. Inga underarter finns listade i Catalogue of Life.